# يانغ تاو
يانغ تاو (بالصينية: 杨涛) هو متزلج سريع صيني، ولد في 15 سبتمبر 1997.

## وصلات خارجية
- يانغ تاو على موقع SpeedSkatingBase.eu (الإنجليزية)
- يانغ تاو على موقع SpeedSkatingNews.info (الإنجليزية)
- يانغ تاو على موقع SpeedSkatingStats.com (الإنجليزية)
- يانغ تاو على موقع اللجنة الأولمبية الدولية (الإنجليزية)
- يانغ تاو على موقع أوليمبيديا (الإنجليزية)